# Ugerevy 1940/diverse
|  | Denne artikel er oprettet af botten Steenthbot ud fra en ekstern database. Den kan derfor have sproglige fejl eller mangler. Denne skabelon kan fjernes efter kontrol af indholdet. |

Ugerevy 1940/diverse er en dansk dokumentarfilm fra 1940.

## Handling
Luftangreb på Aalborg Lufthavn med skader på omkringliggende bygninger.
Kirkekrypt i Lindholm Nørresundby taget i anvendelse som beskyttelsesrum.
Falcks Reningskorps har oprettet specialkorps af funktinærernes hustruer og pårørende. Korpset ses i træning.
Højtstående tyske officerer.
Ellehammer har opfundet vind/eldreven bil.
Solbadeplads på Bellahøj.
Kursus i behandling af heste.
Kirke beskyttet med sandsække.
Hørbearbejdning.
Rejsegilde på uidentificeret bygning.
Radiohuset under opførelse.